# Autostrada A37 (Holandia)
Autostrada A37 (nl. Rijksweg 37) – autostrada w Holandii zaczynająca się w węźle Hoogeveen – A28 do granicy niemieckiej, gdzie przechodzi w drogę B402 w kierunku Meppen.

## Trasy europejskie
Na całej długości autostrada A37 jest częścią trasy europejskiej E232.